# World Team Challenge 2018
Die 17. World Team Challenge 2018 (offiziell: Joka Classic Biathlon World Team Challenge auf Schalke 2018) war ein Biathlonwettbewerb, der am 29. Dezember 2018 in der Veltins-Arena in Gelsenkirchen ausgetragen wurde. Die Veranstaltung war mit 46.412 Zuschauern ausverkauft.

## Ablauf
Der Wettkampf bestand erneut aus einer Kombination von Massenstart- und Verfolgungsrennen.

## Teilnehmer
Es starten 10 Teams mit Sportlern aus 10 Ländern.
Die langjährigen Weltklasse-Biathleten Ole Einar Bjørndalen aus Norwegen und Darja Domratschewa aus Belarus wurden bei dieser Veranstaltung als aktive Sportler verabschiedet. Sie bildeten dabei ein gemeinsames Team innerhalb der World Team Challenge. Auch der Russe Anton Schipulin bestritt wenige Tage nach seinem Rücktritt vom Leistungssport sein letztes Rennen.

## Ergebnisse

### Massenstart
| Platz | Name                                        | Land             | Zeit    |
| ----- | ------------------------------------------- | ---------------- | ------- |
| 1     | Dorothea Wierer / Lukas Hofer               | Italien          | 33:24,8 |
| 2     | Anaïs Bescond / Émilien Jacquelin           | Frankreich       | +3,4    |
| 3     | Darja Domratschewa / Ole Einar Bjørndalen   | Belarus Norwegen | +6,1    |
| 4     | Lisa Hauser / Dominik Landertinger          | Österreich       | +8,2    |
| 5     | Franziska Preuß / Simon Schempp             | Deutschland      | +21,0   |
| 6     | Denise Herrmann / Benedikt Doll             | Deutschland      | +52,1   |
| 7     | Artem Pryma / Julija Dschyma                | Ukraine          | +1:02,8 |
| 8     | Veronika Vítková / Michal Krčmář            | Tschechien       | +1:10,6 |
| 9     | Jekaterina Jurlowa-Percht / Anton Schipulin | Russland         | +1:14,7 |
| 10    | Fuyuko Tachizaki / Mikito Tachizaki         | Japan            | +1:16,2 |

### Verfolgung
| Platz | Name                                        | Land             | Zeit    |
| ----- | ------------------------------------------- | ---------------- | ------- |
| 1     | Dorothea Wierer / Lukas Hofer               | Italien          | 33:23,6 |
| 2     | Franziska Preuß / Simon Schempp             | Deutschland      | +1,2    |
| 3     | Darja Domratschewa / Ole Einar Bjørndalen   | Belarus Norwegen | +24,2   |
| 4     | Denise Herrmann / Benedikt Doll             | Deutschland      | +24,3   |
| 5     | Lisa Hauser / Dominik Landertinger          | Österreich       | +1:04,1 |
| 6     | Veronika Vítková / Michal Krčmář            | Tschechien       | +1:09,5 |
| 7     | Jekaterina Jurlowa-Percht / Anton Schipulin | Russland         | +1:48,8 |
| 8     | Julija Dschyma / Artem Pryma                | Ukraine          | +2:12,3 |
| 9     | Anaïs Bescond / Émilien Jacquelin           | Frankreich       | +3:11,3 |
| 10    | Fuyuko Tachizaki / Mikito Tachizaki         | Japan            | +4:58,0 |

Benedikt Doll lag für die zweite deutsche Mannschaft auf der Zielgeraden an dritter Stelle. Er ließ sich absichtlich von Ole Einar Bjørndalen und Darja Domratschewa überholen, um diesen zur feierlichen Verabschiedung noch einen Platz auf dem Podest bei der Siegerehrung zu gewähren. Diese Geste wurde allgemein als Akt vorbildlicher Fairness bewertet.